# Morśka
Morśka (ukr. Морська) – przystanek kolejowy w miejscowości Zatoka, w rejonie białogrodzkim, w obwodzie odeskim, na Ukrainie.